# 43.º Prêmio Jabuti
O 43º Prêmio Jabuti foi realizado em 2001, premiando obras literárias referentes a lançamentos de 2000.

## Prêmios
Os premiados foram:
- Milton Hatoum, Patrícia Melo e Domingos Pellegrini, Romance
- Mario Pontes, Rodolfo Konder e Lygia Fagundes Telles, Contos e Crônicas
- Anderson Braga Horta, Lêdo Ivo e Alberto da Costa e Silva, Poesia
- Ronaldo Rogério de Freitas Mourão, Renato Janine Ribeiro e Marcos Antonio de Moraes (org), Ensaio e Biografia
- Rûmi, Sófocles e François Villon, Tradução
- Nelson Cruz, Ricardo da Cunha Lima e Ângela Lago, Literatura Infantil/Juvenil
- Boaventura de Sousa Santos, Marcelo Lopes de Souza e Leonardo Affonso de Miranda Pereira, Ciências Humanas
- Francisco José Becker Reifschneider (org), Antonio Tadeu/Maria Olivia/Nelson Ribeiro e Orestes Vicente Forlenza/Paulo Caramelli, Ciências Naturais
- Amâncio Friaça/Elisabete Dal Pino/Laerte Sodré/Vera Pereira (org), Lineu Belico dos Reis/Semida Silveira (org) e Augusto Carlos de Vasconcelos, Ciências Exatas
- Antônio Corrêa de Lacerda (org), Reinaldo Gonçalves e Luiz Fernando da Silva Pinto, Economia, Administração e Negócios
- Paulo Bonfatti, Leila Amaral e Antonio Magalhães, Religião
- Raquel Coelho, Marcelo Xavier e Angela Lago, Ilustração Infantil
- Nair de Paula Soares, Victor Burton e João Baptista de Aguiar, Capa
- Ricardo Assis, Editora Nova Fronteira e Lélia W. Salgado, Produção Editorial
- Carlos Cartaxo, Fernando Morais e José Carlos Blat/Sérgio Saraiva, Reportagem
- Valdemar Vello/Mônica Colucci, Editora Scipione e UnB, Didático Ensino Fundamental

## Ver Também
- Prêmio Prometheus
- Os 100 livros Que mais Influenciaram a Humanidade
- Nobel de Literatura